# HackerOne
HackerOne — это компания, разоблачающая уязвимости, базируется в Сан-Франциско, штат Калифорния. Компания создала bug bounty платформу, соединяющую бизнес и исследователей безопасности. Компания имеет дополнительный офис, расположенный в городе Гронинген (Нидерланды), где ведётся основная часть разработки. Она предоставляет свои услуги для таких компаний, как Твиттер, Slack, Adobe,Yahoo, LinkedIn, ВКонтакте и Airbnb. HackerOne является одной из первых компаний, которая охватила и использовала хакеров в рамках своей бизнес-модели.

## История
В 2011 году Йоберт Абма, Михил Принс и Меряйн Терхегген пытались найти уязвимости в 100 высокотехнологичных компаниях. Они нашли уязвимости в Facebook, Google, Apple, Microsoft, Твиттер и 95 других компаниях. Абма, Принс и Терxeгген встретили Алекса Райса, руководителя Facebook по безопасности продуктов, после уведомления Facebook, что в их системе была найдена уязвимость, они основали HackerOne в 2012 году. В ноябре 2013 года компания объявила, что она будет вести программу Bug Bounty, поощряющую обнаружение и ответственное раскрытие в сети ошибок, финансируемую Microsoft и Facebook.
В мае 2014 года, HackerOne получил $9 млн денежных средств серии А от Benchmark. Билл Герли, основной партнер Benchmark, присоединился к совету директоров HackerOne, как часть сделки. Джон Херинг, исполнительный председатель Lookout, также вошел в Совет директоров. Кроме того, компания наняла Кэти Моуссорис, бывшего ведущего стратега по безопасности Майкрософт, как главный сотрудник по вопросам политики. В 2015 году HackerOne открыла офис в Нидерландах в университете The Hague Security Delta (HSD), известном как столица Европейской кибербезопасности.
Компания объявила о финансировании серии B раунда в размере $ 25 млн в июне 2015 года. Раунд возглавил New Enterprise Associates и включал инвестиции от Марка Бениоффа, Юрия Мильнер, Дрю Хьюстона, Джереми Стопелмана, Дэвида Сакса, Брэндона Бека и Николаса Берггрюн. После раунда финансирования, генеральный партнер New Enterprise Associates, Джон Сакода присоединился к совету директоров HackerOne. В ноябре 2015 года, основатель и генеральный директор, Терхегген сошел со своей должности и Мартен Микос взял на себя его роль.

## Операции
HackerOne разрабатывает согласование уязвимости и Bug Bounty платформы. Компании платят хакерам через платформу вознаграждения за выявление уязвимостей в своих системах и продуктах. Платформа обеспечивает безопасную разведку обмена, оплаты и репутацию системы для хакеров. К июню 2015 года, платформа HackerOne выявила около 10 000 уязвимостей и выплатила хакерам более $3 миллионов. В то время, в сети компании насчитывается 1500 хакеров в 150 странах. В 2016 году, платформа Bug Bounty компании HackerOne была использована Пентагоном для взлома программы Пентагона. Программа заплатила хакерам за отчет об уязвимостях веб-сайтов Министерства обороны и выявила 138 сообщений об ошибках и заплатила хакерам $71,200.